# وليام ت باري
وليام تايلور باري (بالإنجليزية: William Taylor Barry)‏ (و. 1784 – 1835 م) هو سياسي، ومحام، ودبلوماسي من الولايات المتحدة الأمريكية
تولى منصب عضو مجلس الشيوخ الأمريكي . وهو عضو في الحزب الجمهوري الديمقراطي. شغل منصب مدير خدمة البريد الأمريكية في إدارة الرئيس أندرو جاكسون، وكان العضو الوحيد في مجلس الوزراء الذي لم يستقيل في عام 1831 بعد قضية بيتيكوت.

## التعليم
تعلم في جامعة ترانسيلفانيا.